# Ујед љубави
Ујед љубави је једини соло албум Игора Старовића фронтмена бенда Дивљи кестен. Издат је 2003. за РТВ БК Телеком. На албуму су поред Игора радили и Драган Брајовић Браја и Леонтина. Пратеће вокале су певале Леонтина и Александра Ковач.

## Списак песама
| №  | Назив               | Текст                               | Музика                              | Трајање |  |
| 1. | Хајде на сто        | Драган Брајовић Браја               | Драган Брајовић Браја Игор Старовић |         |  |
| 2. | За моје другове     | Биљана Спасић                       | Игор Старовић                       |         |  |
| 3. | Како да те купим    | Драган Брајовић Браја               | Драган Брајовић Браја               |         |  |
| 4. | Црвено              | Леонтина                            | Леонтина                            |         |  |
| 5. | Одлазим (Косе црне) | Игор Старовић                       | Игор Старовић                       |         |  |
| 6. | Ако одеш ти         | Драган Брајовић Браја Биљана Спасић | Драган Брајовић Браја               |         |  |
| 7. | Ивана               | Игор Старовић                       | Игор Старовић                       |         |  |
| 8. | Када врата затворим | Драган Брајовић Браја               | Кики Лесендрић                      |         |  |
| 9. | Превара             | Драган Брајовић Браја               | Драган Брајовић Браја               |         |  |